# Saint-Gervais-des-Sablons
 Saint-Gervais-des-Sablons  es una población y comuna francesa, situada en la región de Baja Normandía, departamento de Orne, en el distrito de Argentan y cantón de Trun.

## Demografía
| 141 | 114 | 102 | 77 | 68 | 70 |
| Para los censos de 1962 a 1999 la población legal corresponde a la población sin duplicidades (Fuente: INSEE [Consultar]) |     |     |    |    |    |